# Joaquin Maria López de Andújar y Cánovas del Castillo
Joaquin Maria López de Andújar y Cánovas del Castillo (Madrid, 13 settembre 1942) è un vescovo cattolico spagnolo, dal 3 gennaio 2018 vescovo emerito di Getafe.

## Biografia
Joaquin Maria López de Andújar y Cánovas del Castillo è nato a Madrid il 13 settembre 1942 in una famiglia numerosa e profondamente cristiana. È figlio di Joaquín López de Andújar y Gil de Arana (1908-1998) e Isabel Cánovas del Castillo y Teresa (1911-1998) e bisnipote di Antonio Cánovas del Castillo, presidente del Consiglio dei Ministri di Spagna dal 1874 al 1875.

### Formazione e ministero sacerdotale
Ha compiuto gli studi ecclesiastici nel seminario "Hispanoamericano" e poi nel seminario conciliare di Madrid. Ha approfondito gli studi di catechetica frequentando il biennio dell'Istituto superiore di scienze religiose e catechetiche dal 1982 al 1984 e nel 1978 ha conseguito la laurea in giurisprudenza presso l'Università Complutense di Madrid.
Il 30 novembre 1968 è stato ordinato presbitero per l'arcidiocesi di Madrid. In seguito è stato vicario parrocchiale della parrocchia di Nostra Signora dell'Assunzione a Colmenar Viejo e poi della parrocchia di Santa Maggiore a Madrid dal 1969 al 1976; parroco della parrocchia di Nostra Signora d'Africa a Madrid dal 1976 al 1984; arciprete dell'arcipresbiterato di San Rocco dal 1978 al 1984; delegato per la catechesi della VI vicaria; e vicario episcopale della V vicaria di Madrid dal 1984 al 1991.
Nel 1991 si è incardinato nella nuova diocesi di Getafe, dove ha prestato servizio come vicario generale. Ha collaborato a stretto contatto con monsignor Francisco José Pérez y Fernández-Golfín. Nella nuova sede si è occupato in particolare dell'organizzazione del segretariato diocesano per la catechesi e della delegazione per la gioventù. Ha anche contribuito alla creazione del Centro diocesano di teologia presso il quale è stato professore di teologia morale.

### Ministero episcopale
Il 19 marzo 2001 papa Giovanni Paolo II lo ha nominato vescovo ausiliare di Getafe e titolare di Arcavica. Ha ricevuto l'ordinazione episcopale il 6 maggio successivo nella basilica del santuario del Sacro Core di Gesù al Cerro de los Ángeles dal vescovo di Getafe Francisco José Pérez y Fernández-Golfín, co-consacranti i cardinali Antonio María Rouco Varela, arcivescovo metropolita di Madrid, e Marcelo González Martín, arcivescovo emerito di Toledo.
Nel febbraio del 2004, qualche giorno dopo la morte di monsignor Francisco José Pérez y Fernández-Golfín, il collegio dei consultori lo ha eletto amministratore diocesano.
Il 29 ottobre 2004 lo stesso papa Giovanni Paolo II lo ha nominato vescovo di Getafe. Ha preso possesso della diocesi il 19 dicembre successivo.
Nel febbraio del 2014 ha compiuto la visita ad limina.
Il 3 gennaio 2018 papa Francesco ha accettato la sua rinuncia al governo pastorale della diocesi per raggiunti limiti di età. Dopo l'ingresso del suo successore si è trasferito nel convento delle carmelitane scalze di La Aldehuela dove presta servizio come cappellano.
In seno alla Conferenza episcopale spagnola è membro della commissione per la vita consacrata dal 2011. In precedenza è stato membro della commissione per l'apostolato laicale, della sottocommissione per la famiglia e la difesa della vita e della commissione per la pastorale dal 2008 al 2011.

## Genealogia episcopale e successione apostolica
La genealogia episcopale è:
- Cardinale Scipione Rebiba
- Cardinale Giulio Antonio Santori
- Cardinale Girolamo Bernerio, O.P.
- Arcivescovo Galeazzo Sanvitale
- Cardinale Ludovico Ludovisi
- Cardinale Luigi Caetani
- Cardinale Ulderico Carpegna
- Cardinale Paluzzo Paluzzi Altieri degli Albertoni
- Papa Benedetto XIII
- Papa Benedetto XIV
- Papa Clemente XIII
- Cardinale Marcantonio Colonna
- Cardinale Giacinto Sigismondo Gerdil, B.
- Cardinale Giulio Maria della Somaglia
- Cardinale Carlo Odescalchi, S.I.
- Cardinale Costantino Patrizi Naro
- Cardinale Serafino Vannutelli
- Cardinale Domenico Serafini, Cong.Subl. O.S.B.
- Cardinale Pietro Fumasoni Biondi
- Cardinale Antonio Riberi
- Cardinale Ángel Suquía Goicoechea
- Vescovo Francisco José Pérez y Fernández-Golfín
- Vescovo Joaquin Maria López de Andújar y Cánovas del Castillo

La successione apostolica è:
- Vescovo Rafael Zornoza Boy (2006)
- Vescovo José Rico Pavés (2012)